# Manfred Treml
Manfred Treml (* 17. Oktober 1943 in Eggenfelden, Niederbayern) ist ein deutscher Historiker, Ausstellungsexperte und Museumsvermittler.

## Leben
Von 1954 bis 1963 besuchte Treml das Humanistische Gymnasium in Pfarrkirchen. Anschließend leistete er von September 1963 bis April 1965 seinen Wehrdienst beim Bundesgrenzschutz in Deggendorf ab. 1965 bis 1971 studierte er an der Ludwig-Maximilians-Universität München die Fächer Geschichte, Germanistik und Sozialkunde für das Lehramt am Gymnasium und wurde aktives Mitglied der katholischen Studentenverbindung K.St.V. Albertia München im KV. 1971 schloss er sein Studium erfolgreich ab. Tremls Dissertation „Bayerns Pressepolitik zwischen Verfassungstreue und Bundespflicht (1815–1837). Ein Beitrag zum bayerischen Souveränitätsverständnis und Konstitutionalismus im deutschen Vormärz“ führte 1976 zur Promotion. Von 1974 bis 1976 leistete er den Referendardienst für das gymnasiale Lehramt. Von 1976 bis 1979 wirkte er als Lehrer am Münchner St.-Anna-Gymnasium; 1979 wechselte er als wissenschaftlicher Angestellter und Studienleiter an die Studienstätte für Politik und Zeitgeschichte e. V. in München. 1980 übernahm er als Dozent die Leitung des Referats Geschichte an der Akademie für Lehrerfortbildung in Dillingen, wo er auch als ehrenamtlicher Leiter des Stadt- und Hochstiftsmuseums tätig war.
1985 ging er als stellvertretender Direktor an das Haus der Bayerischen Geschichte, wo er in der Funktion eines Leitenden Sammlungsdirektors Landesausstellungen (1988: Geschichte und Kultur der Juden in Bayern (Nürnberg); 1992: Glanz und Ende der alten Klöster (Benediktbeuern); 1995: Salz Macht Geschichte (Rosenheim, Traunstein, Reichenhall); 1998: Dauerausstellung zum Herrenchiemseer Verfassungskonvent („Stationen deutscher Nachkriegsgeschichte“); 2001: Bayern – Ungarn. Tausend Jahre) betreute, Wanderausstellungen zur Bayerischen Verfassung von 1946, zur Geschichte der Jugend in Bayern, der Gewerkschaften in Bayern und der Integration der Vertriebenen und Flüchtlinge in Bayern organisierte.
Von 1994 bis 2001 hatte er die Projektverantwortlichkeit für die Neugestaltung der Ausstellung in der KZ-Gedenkstätte Dachau inne. Nach mehrjähriger Tätigkeit als Lehrbeauftragter wurde Treml am 4. Oktober 2001 als Honorarprofessor an die Katholische Universität Eichstätt-Ingolstadt berufen. Vom 1. März 2001 bis 31. Oktober 2010 leitete Treml mit dem Titel eines Oberstudiendirektors das Museumspädagogische Zentrum München (MPZ).

## Wirken
Treml war Direktor des Museumspädagogischen Zentrums München (MPZ), gehört dem Freundeskreises Haus der Bayerischen Geschichte an und ist im Beirat für das Haus der Bayerischen Geschichte und des Hörfunkausschusses der Bayerischen Landeszentrale für neue Medien (BLM). Er hat außerdem eine Honorarprofessor für „Geschichte und ihre Vermittlung“ an der Katholischen Universität Eichstätt-Ingolstadt inne. Ehrenamtlich leitet er eine Reihe von Verbänden und Vereinen. Er war von 2004 bis 2019 Vorsitzender des Gesamtvereins der deutschen Geschichts- und Altertumsvereine e. V. Von 1989 bis 2021 war er Vorsitzender des Verbandes bayerischer Geschichtsvereine e. V.
Als ehrenamtliches Mitglied gehörte er außerdem einer Reihe von weiteren Kulturbeiräten an: dem erweiterten Vorstand des Verbandes der Historikerinnen und Historiker Deutschlands, dem Präsidium des Bayerischen Heimattages, dem Beirat des Bayerischen Landesvereins für Heimatpflege und dem Stiftungsrat der Bayerischen Volksstiftung.

## Auszeichnungen
- 2007: Bayerische Verfassungsmedaille in Silber
- 2015: Oberbayerischer Kulturpreis
- 2021: Bundesverdienstkreuz am Bande
- 2022: Aventinus-Medaille des Verbands bayerischer Geschichtsvereine[1]

## Publikationen
- Bayerns Pressepolitik zwischen Verfassungstreue und Bundespflicht (1815–1837). Ein Beitrag zum bayerischen Souveränitätsverständnis und Konstitutionalismus im deutschen Vormärz, Berlin 1977.
- Die Entwicklung des deutschen Verfassungsstaates im 19. Jahrhundert. Arbeitsmaterialien für die Kollegstufe, München 1978.
- Das Deutschlandproblem im Rahmen weltpolitischer Konstellationen der Nachkriegszeit. Arbeitsmaterialien für die Kollegstufe, München 1987.
- (Red.) Denkmalschutz und Kulturlandschaftspflege. Ein Modellversuch der Akademie für Lehrerfortbildung Dillingen, München 1984.
- (Hrsg.) Aus dem adeligen Leben im Spätmittelalter. Die Skaliger in Oberitalien und in Bayern, München 1986.
- (Hrsg. und Autor) Heimat bewußt erleben. Sonderheft der Zeitschrift „Schönere Heimat“ zum Jahresthema 1987/88 für Bayerns Schulen, München 1987.
- (Hrsg.) Geschichte und Kultur der Juden in Bayern. Aufsätze, München 1988.
- mit Wolf Weigand (Hrsg.): Geschichte und Kultur der Juden in Bayern. Lebensläufe. Saur, München 1988.
- (Hrsg. und Autor) Glanz und Ende der alten Klöster. Säkularisation im bayerischen Oberland, München 1991.
- (Hrsg. und Autor) Juden auf dem Lande. Beispiel Ichenhausen, München 1991.
- (Hrsg. und Autor) Besucherforschung und Vermittlungsstrategien in historischen Ausstellungen, Kolloquiumsbericht, München 1991.
- (Hrsg.) Methoden und Themen der Landes-, Regional- und Heimatgeschichte in Bayern, Sachsen und Thüringen, Kolloquiumsbericht, München 1991.
- (Hrsg. und Autor) Erinnerungszeichen – Die Tagebücher der Elisabeth Block, Rosenheim 1993.
- (Hrsg. und Autor) Geschichte für Gymnasien (12. und 13. Jahrgangsstufe), Oldenbourg-Verlag, München 1994/95.
- (Hrsg. und Autor) Salz Macht Geschichte. Katalog, Augsburg 1995.
- (Hrsg. und Autor) Salz Macht Geschichte. Aufsätze, Augsburg 1995.
- (Red.) Wege des Salzes. Ein kulturgeschichtlicher Wanderführer, 2 Bde., Augsburg 1995.
- (Hrsg. und Autor) Bayern-Archiv, Braunschweig 1998–2005.
- (Mithrsg.) Bayern – Ungarn. Tausend Jahre. Aufsätze zur Bayerischen Landesausstellung 2001, Passau 2001.
- (Hrsg.) Bayerische Geschichte in Dokumenten, Braunschweig 2004 ff.
- (Hrsg. und Autor) Geschichte des modernen Bayern. Königreich und Freistaat. 3. neu bearb. Auflage, München 2006 (= Bayerische Landeszentrale für politische Bildungsarbeit, A 95).
- (Red.) Hefte zur bayerischen Geschichte und Kultur. Bd. 9–25 (1990–2000).
- (Red.) Materialien zur bayerischen Geschichte und Kultur. Bd. 1–8 (1995–1999).
- (Hrsg.) CD-ROM „Föderalismus in Deutschland“ (2000).
- Der bayerischen Geschichte auf der Spur, 14 Folgen, BR-alpha, München 2010/11.
- Der bayerischen Geschichte auf der Spur, Regensburg 2011.